# Persone di nome Adolf
| Questa pagina contiene informazioni ricavate automaticamente dalle voci biografiche con l'ausilio del template Bio e di un bot. L'aggiornamento è periodico e automatico e ricostruisce completamente la pagina. Se manca una persona in questa lista, sei pregato di non aggiungerla, ma accertati piuttosto che la sua voce biografica contenga il template Bio e che i dati anagrafici siano correttamente compilati. Se il template Bio manca, inseriscilo tu stesso o, in alternativa, metti l'avviso {{tmp\|Bio}} che ne segnala la mancanza. Se i dati riportati sono sbagliati, correggi direttamente la voce biografica; le modifiche saranno visibili in questa lista entro pochi giorni. Per chiarimenti vedi il progetto antroponimi. La lista contiene solo le 227 persone che sono citate nell'enciclopedia e per le quali è stato implementato correttamente il template Bio. Pagina aggiornata al 6 ago 2025. |

Questa è una lista di persone presenti nell'enciclopedia che hanno il nome Adolf, suddivise per attività principale.

## Allenatori di calcio(3)
- Adolf Huber, allenatore di calcio e calciatore austriaco (Vienna, n. 1923 - † 1994)
- Adolf Hütter, allenatore di calcio e ex calciatore austriaco (Hohenems, n. 1970)
- Adolf Patek, allenatore di calcio e calciatore austriaco (Vienna, n. 1900 - † 1982)

## Allenatori di hockey su ghiaccio(1)
- Adolf Insam, allenatore di hockey su ghiaccio, dirigente sportivo e ex hockeista su ghiaccio italiano (Selva di Val Gardena, n. 1951)

## Alpinisti(2)
- Adolf Göttner, alpinista e naturalista tedesco (Monaco di Baviera, n. 1914 - Nanga Parbat, † 1937)
- Adolf Schulze, alpinista e ingegnere tedesco (Orizaba, n. 1880 - Cusco, † 1971)

## Ammiragli(1)
- Adolf von Trotha, ammiraglio tedesco (Coblenza, n. 1868 - Berlino, † 1940)

## Antropologi(1)
- Adolf Bernhard Meyer, antropologo, ornitologo e entomologo tedesco (Amburgo, n. 1840 - Berlino, † 1911)

## Arabisti(1)
- Adolf Grohmann, arabista e ebraista austriaco (Graz, n. 1887 - Innsbruck, † 1977)

## Arbitri di calcio(1)
- Adolf Prokop, arbitro di calcio tedesco (Altenbuch, n. 1939)

## Archeologi(3)
- Adolf Furtwängler, archeologo e storico dell'arte tedesco (Friburgo in Brisgovia, n. 1853 - Atene, † 1907)
- Adolf Klügmann, archeologo e numismatico tedesco (Lubecca, n. 1837 - Roma, † 1880)
- Adolf Schulten, archeologo, storico e filologo tedesco (Elberfeld, n. 1870 - Erlangen, † 1960)

## Architetti(5)
- Adolf Cluss, architetto tedesco (Heilbronn, n. 1825 - Washington, † 1905)
- Adolf Florensa i Ferrer, architetto spagnolo (Lleida, n. 1889 - Barcellona, † 1968)
- Adolf Lang, architetto ungherese (Praga, n. 1848 - Vienna, † 1913)
- Adolf Loos, architetto cecoslovacco (Brno, n. 1870 - Kalksburg, † 1933)
- Adolf Meyer, architetto tedesco (Mechernich, n. 1881 - Baltrum, † 1929)

## Assiriologi(1)
- Adolf Leo Oppenheim, assiriologo austriaco (Vienna, n. 1904 - Berkeley, † 1974)

## Attori(2)
- Gustl Bayrhammer, attore tedesco (Monaco di Baviera, n. 1922 - Krailling, † 1993)
- Anton Walbrook, attore austriaco (Vienna, n. 1896 - Garatshausen, † 1967)

## Aviatori(1)
- Adolf Heyrowsky, aviatore austro-ungarico (Murau, n. 1882 - † 1945)

## Biatleti(1)
- Adolf Wiklund, biatleta svedese (n. 1921 - † 1970)

## Biblisti(1)
- Adolf Bernhard Christoph Hilgenfeld, biblista e teologo tedesco (Stappenbeck, n. 1823 - Jena, † 1907)

## Biochimici(1)
- Adolf Friedrich Johann Butenandt, biochimico tedesco (Lehe, n. 1903 - Monaco di Baviera, † 1995)

## Biografi(1)
- Adolf Wagner, biografo tedesco (Lipsia, n. 1774 - † 1835)

## Bobbisti(2)
- Adolf Koxeder, ex bobbista austriaco (Innsbruck, n. 1934)
- Adolf Wörmann, ex bobbista tedesco

## Botanici(1)
- Adolf Polatschek, botanico austriaco (Vienna, n. 1932 - † 2015)

## Calciatori(23)
- Adolf Burger, calciatore cecoslovacco (n. 1897 - † 1951)
- Adolf Fiala, calciatore cecoslovacco (Neratovice, n. 1909 - † 1985)
- Adolf Fischera, calciatore austriaco (Vienna, n. 1888 - † 1938)
- Adolf Flubacher, calciatore svizzero (Binningen, n. 1900 - † 1995)
- Adolf Frenken, calciatore svizzero (Pfungen, n. 1885 - Londra, † 1930)
- Adolf Gehrts, calciatore tedesco (n. 1886 - † 1943)
- Adolf Höschle, calciatore tedesco (Stoccarda, n. 1899 - † 1969)
- Adolf Jäger, calciatore tedesco (Amburgo, n. 1889 - Amburgo, † 1944)
- Adolf Kertész, calciatore ungherese (Kisfalud, n. 1892 - † 1920)
- Adolf Knoll, calciatore austriaco (n. 1938 - Feldkirch, † 2018)
- Adolf Laudon, calciatore austriaco (n. 1912 - † 1984)
- Adolf Müller, calciatore austriaco
- Adolf Robyns, calciatore belga (n. 1887)
- Dolf Scheeffer, calciatore olandese (Deventer, n. 1907 - † 1966)
- Adolf Scherer, calciatore cecoslovacco (Vrútky, n. 1938 - Nîmes, † 2023)
- Adolf Selmani, calciatore albanese (Krujë, n. 2000)
- Adolf Šimperský, calciatore cecoslovacco (Praga, n. 1909 - † 1964)
- Adolf Stelzer, calciatore svizzero (n. 1908 - † 1977)
- Adolf Urban, calciatore e militare tedesco (Gelsenkirchen, n. 1914 - Staraja Russa, † 1943)
- Adolf Vogl, calciatore austriaco (Vienna, n. 1910 - Kristianstad, † 1993)
- Adolf Wartmann, calciatore svizzero (n. 1899)
- Adolf Werner, calciatore tedesco (Kiel, n. 1886 - Kiel, † 1975)
- Robert Zander, calciatore svedese (Luleå, n. 1895 - Göteborg, † 1966)

## Canoisti(1)
- Adolf Kainz, canoista austriaco (Linz, n. 1903 - † 1948)

## Canottieri(2)
- Adolf Möller, canottiere tedesco (Amburgo, n. 1877 - Amburgo, † 1968)
- Adolf Nilsen, canottiere norvegese (Stavanger, n. 1895 - Westminster, † 1983)

## Cantanti(1)
- Dado Topić, cantante croato (Nova Gradiška, n. 1949)

## Cardinali(1)
- Adolf Bertram, cardinale e arcivescovo cattolico tedesco (Hildesheim, n. 1859 - Javorník, † 1945)

## Cartografi(1)
- Adolf Stieler, cartografo tedesco (Gotha, n. 1775 - Gotha, † 1836)

## Cavalieri(1)
- Adolf van der Voort van Zijp, cavaliere olandese (Klambir Lima, n. 1892 - Monaco, † 1978)

## Cestisti(1)
- Adolf Künzel, cestista tedesco (n. 1912)

## Chimici(4)
- Adolf Karl Ludwig Claus, chimico tedesco (Kassel, n. 1838 - Gut Horheim, † 1900)
- Adolf Lieben, chimico austriaco (Vienna, n. 1836 - Vienna, † 1914)
- Adolf Pinner, chimico tedesco (Wronki, n. 1842 - Berlino, † 1909)
- Adolf Otto Reinhold Windaus, chimico tedesco (Berlino, n. 1876 - Gottinga, † 1959)

## Chirurghi(1)
- Adolf Lorenz, chirurgo austriaco (Weidenau, n. 1854 - Altenberg, † 1946)

## Ciclisti su strada(4)
- Adolf Christian, ciclista su strada austriaco (Vienna, n. 1934 - Vienna, † 1999)
- Adolf Huschke, ciclista su strada e pistard tedesco (Berlino, n. 1891 - Oranienburg, † 1923)
- Adolf Schreiber, ciclista su strada liechtensteinese (Schaan, n. 1913 - Triesen, † 1983)
- Adolf Verschueren, ciclista su strada e pistard belga (Deurne, n. 1922 - Deurne, † 2004)

## Compositori(5)
- Adolf Fredrik Lindblad, compositore svedese (Skänninge, n. 1801 - Linköping, † 1878)
- Adolf Bernhard Marx, compositore, musicologo e critico musicale tedesco (Halle, n. 1795 - Berlino, † 1866)
- Adolf Neuendorff, compositore, pianista e violinista tedesco (Amburgo, n. 1843 - New York, † 1897)
- Adolf Sandberger, compositore e musicologo tedesco (Würzburg, n. 1864 - Monaco di Baviera, † 1943)
- Adolf Wiklund, compositore e direttore d'orchestra svedese (Långserud, n. 1879 - Stoccolma, † 1950)

## Compositori di scacchi(1)
- Ado Kraemer, compositore di scacchi e enologo tedesco (Büdingen, n. 1898 - Berlino, † 1972)

## Diplomatici(1)
- Adolf Bredo Stabell, diplomatico norvegese (Kolbu, n. 1908 - † 1996)

## Direttori d'orchestra(1)
- Adolf Čech, direttore d'orchestra ceco (Sedlec-Prčice, n. 1842 - Praga, † 1900)

## Drammaturghi(2)
- Adolf Bäuerle, drammaturgo e giornalista austriaco (Vienna, n. 1786 - Basilea, † 1859)
- Adolf Wilbrandt, drammaturgo e romanziere tedesco (Rostock, n. 1837 - Rostock, † 1911)

## Economisti(1)
- Adolf Georg Soetbeer, economista tedesco (Amburgo, n. 1814 - Gottinga, † 1892)

## Editori(1)
- Adolf Marks, editore tedesco (Stettino, n. 1838 - San Pietroburgo, † 1904)

## Educatori(1)
- Adolf Reichwein, educatore tedesco (Bad Ems, n. 1898 - Berlino, † 1944)

## Entomologi(1)
- Adolph Cornelis van Bruggen, entomologo e botanico olandese (L'Aia, n. 1929 - † 2016)

## Esploratori(1)
- Adolf Erik Nordenskiöld, esploratore svedese (Helsinki, n. 1832 - Dalbyö, † 1901)

## Etnologi(1)
- Adolf Bastian, etnologo tedesco (Brema, n. 1826 - Port of Spain, † 1905)

## Filologi(5)
- Adolf Baumgartner, filologo classico e storico tedesco (Lörrach, n. 1855 - Basilea, † 1930)
- Adolf Birch-Hirschfeld, filologo tedesco (Kiel, n. 1849 - Gautzsch, † 1917)
- Adolf Gaspary, filologo e letterato tedesco (Berlino, n. 1849 - Berlino, † 1892)
- Adolf Holtzmann, filologo e germanista tedesco (Karlsruhe, n. 1810 - Heidelberg, † 1870)
- Friedrich Schlichtegroll, filologo, numismatico e giornalista tedesco (Waltershausen, n. 1765 - Monaco di Baviera, † 1822)

## Filosofi(3)
- Adolf Grünbaum, filosofo tedesco (Colonia, n. 1923 - Pittsburgh, † 2018)
- Adolf Lasson, filosofo tedesco (Strelitz-Alt, n. 1832 - Berlino, † 1917)
- Adolf Reinach, filosofo tedesco (Magonza, n. 1883 - Diksmuide, † 1917)

## Fisici(2)
- Adolf Slaby, fisico tedesco (Berlino, n. 1849 - Charlottenburg, † 1913)
- Adolf Wüllner, fisico tedesco (Düsseldorf, n. 1835 - Aquisgrana, † 1908)

## Fisiologi(1)
- Adolf Fick, fisiologo e biofisico tedesco (Kassel, n. 1829 - Blankenberge, † 1901)

## Fotografi(1)
- Adolf de Meyer, fotografo francese (Parigi, n. 1868 - Los Angeles, † 1946)

## Generali(8)
- Erich Brandenberger, generale tedesco (Augusta, n. 1892 - Bonn, † 1955)
- Adolf von Catty, generale e politico austriaco (Groß-Enzersdorf, n. 1823 - Vienna, † 1897)
- Adolf Galland, generale e aviatore tedesco (Westerholt, n. 1912 - Remagen, † 1996)
- Adolf Heusinger, generale tedesco (Holzminden, n. 1897 - Colonia, † 1982)
- Adolf Sinzinger, generale austriaco (Suben, n. 1891 - Wels, † 1974)
- Adolf Strauß, generale tedesco (Schermcke, n. 1879 - Lubecca, † 1973)
- Adolf Wild von Hohenborn, generale tedesco (Kassel, n. 1860 - Malsburg-Hohenborn, † 1925)
- Adolf von Bomhard, generale e politico tedesco (Augusta, n. 1891 - Prien am Chiemsee, † 1976)

## Geologi(1)
- Adolf von Koenen, geologo tedesco (Potsdam, n. 1837 - † 1915)

## Ginecologi(1)
- Adolf Gusserow, ginecologo tedesco (Berlino, n. 1836 - Berlino, † 1906)

## Ginnasti(1)
- Adolf Spinnler, ginnasta e multiplista svizzero (Liestal, n. 1879 - † 1950)

## Giornalisti(1)
- Adolf Brand, giornalista, insegnante e scrittore tedesco (Berlino, n. 1874 - Berlino, † 1945)

## Giuristi(2)
- Adolf Merkel, giurista tedesco (Magonza, n. 1836 - Strasburgo, † 1896)
- Adolf Merkl, giurista e filosofo austriaco (Vienna, n. 1890 - Vienna, † 1970)

## Imprenditori(7)
- Adolf Dassler, imprenditore tedesco (Herzogenaurach, n. 1900 - Herzogenaurach, † 1978)
- Adolfo Engel, imprenditore, dirigente d'azienda e politico svizzero (Vicosoprano, n. 1851 - Roma, † 1913)
- Adolf Guyer-Zeller, imprenditore svizzero (Neuthal, n. 1839 - Zurigo, † 1899)
- Adolf Jourdan, imprenditore, dirigente sportivo e arbitro di calcio italiano (Torino, n. 1853 - Torino, † 1901)
- Adolf Kohner, imprenditore ungherese (Budapest, n. 1866 - Budapest, † 1937)
- Adolf Merckle, imprenditore tedesco (Dresda, n. 1934 - Blaubeuren, † 2009)
- Adolf von Hansemann, imprenditore e banchiere tedesco (Aquisgrana, n. 1826 - Berlino, † 1903)

## Ingegneri(3)
- Adolf Busemann, ingegnere tedesco (Lubecca, n. 1901 - Boulder, † 1986)
- Adolf Martens, ingegnere e inventore tedesco (Bakendorf, n. 1850 - Groß-Lichterfelde, † 1914)
- Adolf Rambold, ingegnere e inventore tedesco (Stoccarda, n. 1900 - Meerbusch, † 1996)

## Linguisti(2)
- Adolf Dirr, linguista, filologo e etnologo tedesco (Augusta, n. 1867 - Passavia, † 1930)
- Adolf Tobler, linguista e filologo svizzero (Hirzel, n. 1835 - Berlino, † 1910)

## Lottatori(4)
- Adolf Lindfors, lottatore finlandese (Porvoo, n. 1879 - Porvoo, † 1959)
- Adolf Müller, lottatore svizzero (n. 1914 - † 2005)
- Adolf Rieger, lottatore tedesco (Berlino, n. 1899 - Stoccarda, † 1956)
- Adolf Seger, ex lottatore tedesco (Friburgo in Brisgovia, n. 1945)

## Magistrati(1)
- Adolf Fischer, giudice, militare e politico svizzero (Reinach, n. 1807 - Aarau, † 1893)

## Matematici(5)
- Adolf Ferdinand Wenceslaus Brix, matematico tedesco (Wesel, n. 1798 - Charlottenburg, † 1870)
- Adolf Abraham Halevi Fraenkel, matematico tedesco (Monaco di Baviera, n. 1891 - Gerusalemme, † 1965)
- Adolf Hurwitz, matematico tedesco (Hildesheim, n. 1859 - Zurigo, † 1919)
- Adolf Kneser, matematico tedesco (Grussow, n. 1862 - Breslavia, † 1930)
- Adolf Lindenbaum, matematico e logico polacco (Varsavia, n. 1904 - † 1941)

## Medici(5)
- Adolf Just, medico tedesco (Lüthorst, n. 1859 - Blankenburg, † 1936)
- Adolf Lukas Vischer, medico svizzero (Basilea, n. 1884 - Basilea, † 1974)
- Adolf Weil, medico tedesco (Heidelberg, n. 1848 - Wiesbaden, † 1916)
- Erik Adolf von Willebrand, medico finlandese (Vaasa, n. 1870 - Pernaja, † 1949)
- Adolf Winkelmann, medico tedesco (Salzkotten, n. 1887 - Amburgo, † 1947)

## Militari(8)
- Adolf Diekmann, militare e criminale di guerra tedesco (Magdeburgo, n. 1914 - Noyers-Bocage, † 1944)
- Adolf Glunz, militare e aviatore tedesco (Bresegard bei Picher, n. 1916 - Lüdenscheid, † 2002)
- Adolf Haas, militare tedesco (Siegen, n. 1893 - Berlino, † 1945)
- Adolf Opálka, militare e partigiano cecoslovacco (Rešice, n. 1915 - Praga, † 1942)
- Adolf Peichl, militare austriaco (Vienna, n. 1917 - Vienna, † 1969)
- Adolf Reeb, militare tedesco (Spirkelbach, n. 1920 - Manhay, † 1944)
- Adolf Ribbing, militare svedese (Stoccolma, n. 1765 - Parigi, † 1843)
- Adolf Ritter von Tutschek, militare e aviatore tedesco (Ingolstadt, n. 1891 - nei pressi di Brancourt, † 1918)

## Mineralogisti(1)
- Adolf Remelé, mineralogista e geologo tedesco (Uerdingen, n. 1839 - Eberswalde, † 1915)

## Musicologi(1)
- Adolf Aber, musicologo e critico musicale tedesco (Apolda, n. 1893 - Londra, † 1960)

## Nobili(3)
- Adolfo Federico IV di Meclemburgo-Strelitz, nobile (Mirow, n. 1738 - Neustrelitz, † 1794)
- Adolf Bernard von Martinitz, nobile e politico austriaco (Boemia, n. 1680 - Vienna, † 1735)
- Adolf van Nieuwenaar, nobile tedesco (Arnhem, † 1589)

## Oculisti(1)
- Adolf Gaston Eugen Fick, oculista e docente tedesco (Marburgo, n. 1852 - Herrsching am Ammersee, † 1937)

## Orientalisti(1)
- Adolf Friedrich Stenzler, orientalista tedesco (Wolgast, n. 1807 - Breslavia, † 1887)

## Pallavolisti(1)
- Adolf Urnaut, ex pallavolista e allenatore di pallavolo jugoslavo (Guštanj, n. 1941)

## Patrioti(1)
- Adolf Dobrjan'skyj, patriota, avvocato e politico (Rudlov, n. 1817 - Innsbruck, † 1901)

## Pediatri(1)
- Adolf Baginsky, pediatra tedesco (Ratibor, n. 1843 - Berlino, † 1918)

## Pianisti(1)
- Adolf Jensen, pianista e compositore tedesco (Königsberg, n. 1837 - Baden-Baden, † 1879)

## Piloti automobilistici(1)
- Adolf Brudes, pilota automobilistico tedesco (Groß Kotulin, n. 1899 - Brema, † 1986)

## Piloti motociclistici(1)
- Adi Stadler, pilota motociclistico tedesco (Prien Chie, n. 1964)

## Pittori(8)
- Adolf von Becker, pittore finlandese (Helsinki, n. 1831 - Vevey, † 1909)
- Adolf Erbslöh, pittore tedesco (New York, n. 1881 - Irschenhausen, † 1947)
- Adolf Fleischmann, pittore tedesco (Esslingen sul Neckar, n. 1892 - Stoccarda, † 1968)
- Adolf Kleemann, pittore tedesco (Waldsassen, n. 1904 - Starnberg, † 1989)
- Adolf Oberländer, pittore e disegnatore tedesco (Ratisbona, n. 1845 - Monaco di Baviera, † 1923)
- Adolf Ulrik Wertmüller, pittore svedese (Stoccolma, n. 1751 - Claymont, † 1811)
- Adolf Wölfli, pittore svizzero (Bowil, n. 1864 - Berna, † 1930)
- Adolf Ziegler, pittore e politico tedesco (Brema, n. 1892 - Varnhalt, † 1959)

## Poeti(2)
- Adolf Heyduk, poeta e scrittore ceco (Předhradí, n. 1835 - Písek, † 1923)
- Adolf Friedrich Karl Streckfuss, poeta e traduttore tedesco (Gera, n. 1778 - Berlino, † 1844)

## Politici(15)
- Adolf Arndt, politico tedesco (Königsberg, n. 1904 - Kassel, † 1974)
- Adolf von Auersperg, politico austriaco (Vlašim, n. 1821 - Neidling, † 1885)
- Adolf Marschall von Bieberstein, politico tedesco (Karlsruhe, n. 1842 - Badenweiler, † 1912)
- Adolf Deucher, politico svizzero (n. 1831 - Berna, † 1912)
- Adolf Grimme, politico tedesco (Goslar, n. 1899 - Degerndorf am Inn, † 1963)
- Adolf Gröber, politico e avvocato tedesco (Riedlingen, n. 1854 - Berlino, † 1919)
- Adolf Hitler, politico austriaco (Braunau am Inn, n. 1889 - Berlino, † 1945)
- Adolf Hühnlein, politico e militare tedesco (Neustädtlein, n. 1881 - Monaco di Baviera, † 1942)
- Adolf Langfeld, politico tedesco (Rostock, n. 1854 - Schwerin, † 1939)
- Adolf Ogi, politico svizzero (Kandersteg, n. 1942)
- Adolf Lu Hitler Marak, politico indiano (n. 1948)
- Adolf Schärf, politico austriaco (Mikulov, n. 1890 - Vienna, † 1965)
- Adolf Stoecker, politico, teologo e scrittore tedesco (Halberstadt, n. 1835 - Bolzano, † 1909)
- Adolf Wagner, politico tedesco (Algringen, n. 1890 - Bad Reichenhall, † 1944)
- Adolf von Thadden, politico tedesco (Trieglaff, n. 1921 - Bad Oeynhausen, † 1996)

## Presbiteri(1)
- Adolf Kajpr, presbitero ceco (Hředle, n. 1902 - Leopoldov, † 1959)

## Psichiatri(2)
- Adolf Guggenbühl-Craig, psichiatra e psicoanalista svizzero (Zurigo, n. 1923 - Svizzera, † 2008)
- Adolf Meyer, psichiatra svizzero (Niederweningen, n. 1866 - Baltimora, † 1950)

## Rabbini(1)
- Adolf Jellinek, rabbino austriaco (Drslavice, n. 1821 - Vienna, † 1893)

## Registi(2)
- Adolf Gärtner, regista tedesco (Berlino, n. 1867 - † 1937)
- Adolf Trotz, regista e sceneggiatore tedesco (Janów, n. 1895)

## Registi teatrali(1)
- Adolf Christen, regista teatrale tedesco (Berlino, n. 1811 - Monaco di Baviera, † 1883)

## Religiosi(1)
- Adolf Clarenbach, religioso tedesco (Remscheid, n. 1497 - Colonia, † 1529)

## Rugbisti a 15(1)
- Adolf Stockhausen, rugbista a 15 tedesco

## Saltatori con gli sci(1)
- Adolf Hirner, saltatore con gli sci austriaco (n. 1965)

## Scacchisti(3)
- Adolf Albin, scacchista rumeno (Bucarest, n. 1848 - Vienna, † 1920)
- Adolf Olland, scacchista olandese (Utrecht, n. 1867 - L'Aia, † 1933)
- Adolf Schwarz, scacchista ungherese (Gálszécs, n. 1836 - Vienna, † 1910)

## Sciatori alpini(2)
- Adolf Mathis, sciatore alpino svizzero (Wolfenschiessen, n. 1938 - † 2021)
- Adolf Rösti, ex sciatore alpino svizzero (Adelboden, n. 1947)

## Scrittori(5)
- Adolf Paul, scrittore svedese (Bromö, n. 1863 - † 1943)
- Adolf Bartels, scrittore, critico letterario e storico tedesco (Wesselburen, n. 1862 - Weimar, † 1945)
- Adolf Endler, scrittore, poeta e giornalista tedesco (Düsseldorf, n. 1930 - Berlino, † 2009)
- Adolf Rudnicki, scrittore polacco (Varsavia, n. 1912 - Varsavia, † 1990)
- Adolf Friedrich von Schack, scrittore e poeta tedesco (Brüsewitz, n. 1815 - Roma, † 1894)

## Scultori(5)
- Adolf Brütt, scultore tedesco (Husum, n. 1855 - Bad Berka, † 1939)
- Adolf Daucher, scultore tedesco (Ulma - Augusta)
- Gustav Vigeland, scultore norvegese (Mandal, n. 1869 - Oslo, † 1943)
- Adolf Wamper, scultore tedesco (Würselen, n. 1900 - Essen, † 1977)
- Adolf von Hildebrand, scultore e scrittore tedesco (Marburgo, n. 1847 - Monaco, † 1921)

## Sollevatori(1)
- Adolf Wagner, sollevatore tedesco (Essen, n. 1911 - Essen, † 1984)

## Storici(4)
- Adolf Bachmann, storico e politico boemo (Odrava, n. 1849 - Praga, † 1914)
- Adolf Brennecke, storico e archivista tedesco (Bad Gandersheim, n. 1875 - Gelsenkirchen, † 1946)
- Dolf Cohen, storico e docente olandese (Rotterdam, n. 1913 - Oegstgeest, † 2004)
- Adolf Holm, storico e archeologo tedesco (Lubecca, n. 1830 - Friburgo in Brisgovia, † 1900)

## Storici dell'arte(1)
- Adolf Bayersdorfer, storico dell'arte, scacchista e compositore di scacchi tedesco (Erlenbach am Main, n. 1842 - Monaco di Baviera, † 1901)

## Storici della letteratura(1)
- Adolf Frey, storico della letteratura e poeta svizzero (Küttigen, n. 1855 - Zurigo, † 1920)

## Teologi(2)
- Adolf von Harnack, teologo e storico delle religioni tedesco (Dorpat, n. 1851 - Heidelberg, † 1930)
- Adolf Jülicher, teologo e biblista tedesco (Falkenberg, n. 1857 - Marburgo, † 1938)

## Tipografi(1)
- Adolf Burger, tipografo e scrittore slovacco (Veľká Lomnica, n. 1917 - Praga, † 2016)

## Tiratori di fune(1)
- Adolf Bergman, tiratore di fune svedese (Broby, n. 1879 - Stoccolma, † 1926)

## Velisti(1)
- Adolf Konto, velista finlandese (Helsinki, n. 1911 - Helsinki, † 1965)

## Vescovi cattolici(1)
- Adolf Piotr Szelążek, vescovo cattolico polacco (Stoczek Łukowski, n. 1865 - Zamek Bierzgłowski, † 1950)

## Vescovi vetero-cattolici(1)
- Adolf Küry, vescovo vetero-cattolico svizzero (Basilea, n. 1870 - Berna, † 1956)

## Violinisti(1)
- Adolf Busch, violinista e compositore tedesco (Siegen, n. 1891 - † 1952)

## Zoologi(3)
- Adolf Naef, zoologo e paleontologo svizzero (Herisau, n. 1883 - Zurigo, † 1949)
- Adolf Portmann, zoologo, biologo e filosofo svizzero (Basilea, n. 1897 - Binningen, † 1982)
- Herluf Winge, zoologo danese (n. 1857 - Copenaghen, † 1923)